# F5J
F5J ist eine Wettbewerbsklasse für funkgesteuerte Motorsegelflugmodelle mit Elektroantrieb.

## Geschichte
Die Modellflugklasse F5J wurde offiziell von der Fédération Aéronautique Internationale (FAI) im Jahr 2012 in das Regelwerk aufgenommen. Die ersten internationalen Wettbewerbe nach FAI-Reglement fanden ab 2013 statt.

## Kurzbeschreibung der Wettbewerbsaufgabe

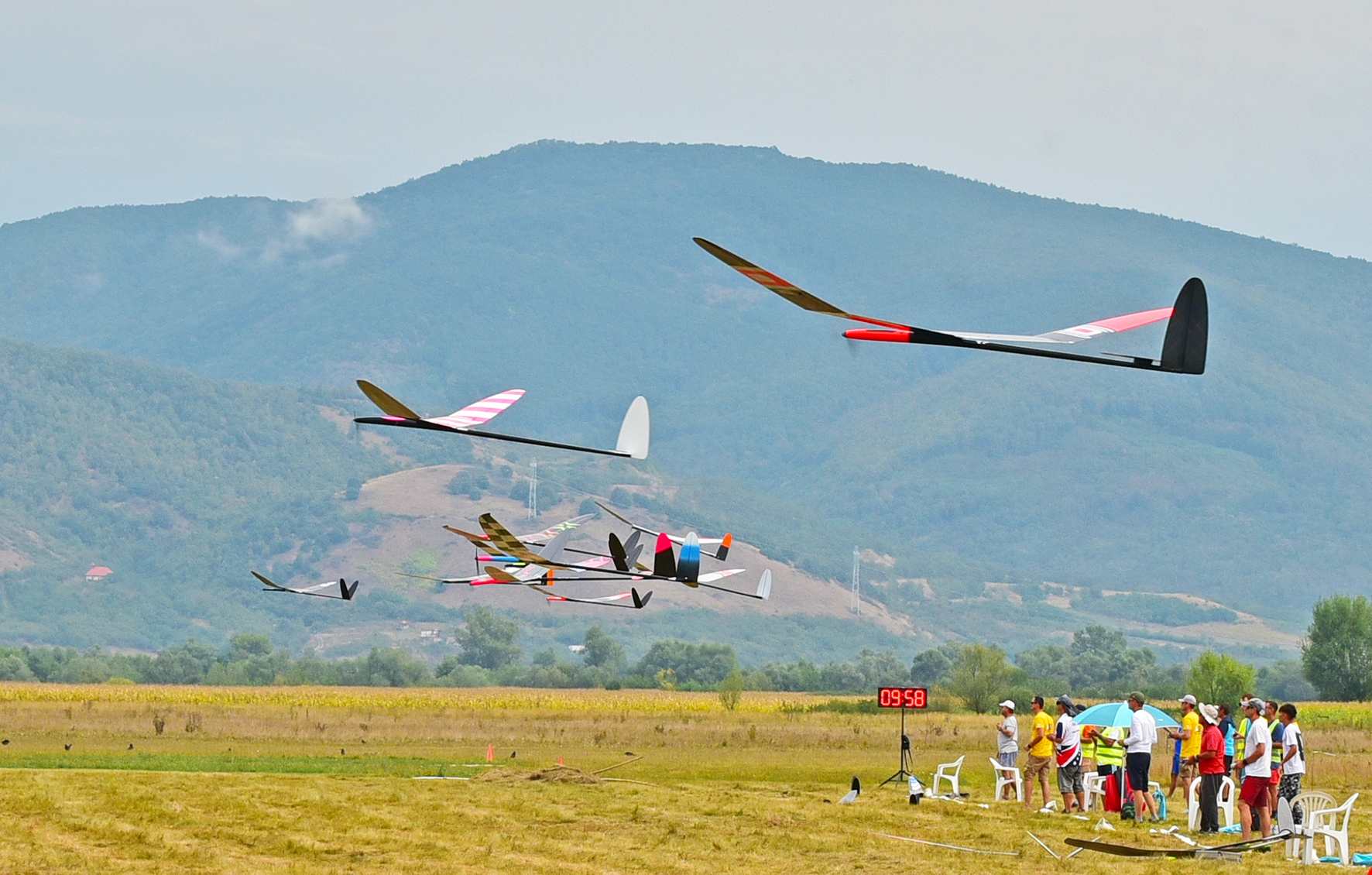
F5J-Wettbewerb, Gruppenstart

Mit einem Signalton beginnt die Zeitmessung der Rahmenzeit und damit die Flugaufgabe. Der Pilot startet sein Modell mit Motorkraft und schaltet den Motor in beliebiger Höhe aus, spätestens aber nach 30 Sekunden Motorlaufzeit. Nach dem Abschalten des Motors beginnt der Segelflug. Ziel ist es, das Modell genau zum Ende der Rahmenzeit von 10 Minuten zu landen. Die Landung sollte möglichst dicht an einem markierten Landepunkt erfolgen.

## Regeln
Die aktuell verbindlichen Regeln für die Klasse F5J findet man im Original auf der Seite der FAI Aeromodelling Commission (CIAM).

### Anforderungen an das Modell
- Maximale Fläche: 150 dm²
- Maximale Flugmasse: 5 kg
- Maximale Spannweite: 4 m
- Tragflächenbelastung: 12 bis 75 g/dm²
- Akkutyp: Alle Arten von wiederaufladbaren Akkus
- Motortyp: Alle Typen können verwendet werden

### AMRT
Jedes Modell muss mit einem zugelassenen Höhenmesser/Motorlaufzeitmesser (AMRT: altimeter/motor run timer) ausgestattet sein. Der AMRT:
1. begrenzt die Motorlaufzeit auf maximal 30 s.
2. verhindert, dass der Motor nach dem Stopp erneut gestartet wird.
3. speichert die maximale Flughöhe, die das Modell in dem Zeitraum zwischen dem Start und 10 Sekunden nach dem Motorstopp erreicht hat.

### Höhenabzug
Nach der Landung wird die vom AMRT gespeicherte Höhe h in Metern ausgelesen. Sie fließt als Punktabzug in die Wertung ein. Jeder Meter der aufgezeichneten Starthöhe führt zu einem Abzug von einem halben (0,5) Punkt bis zu 200 m und drei (3) Punkten darüber.
Beispiel 1: h = 127 m -> Abzug = 127 × 0,5 = 63,5
Beispiel 2: h = 223 m -> Abzug = 200 × 0,5 + 23 × 3 = 169
Flugzeit
Die Flugzeit beginnt mit dem Start des Modells und endet mit der ersten Bodenberührung. Jede Sekunde wird als ein Punkt gezählt. Bei einer Rahmenzeit von 10 Minuten (600 Sekunden) wären theoretisch also 600 Punkte aus der Flugzeitwertung möglich.

### Landung
Nach der Landung wird der Abstand der Rumpfspitze zum Landepunkt gemessen. Es sind maximal 50 Landepunkte erreichbar. Je größer der Abstand, desto weniger Landepunkte erhält der Teilnehmer, abgestuft nach der folgenden Tabelle.
| Abstand [m] | Landepunkte |
| ----------- | ----------- |
| Bis 1       | 50          |
| 2           | 45          |
| 3           | 40          |
| 4           | 35          |
| 5           | 30          |
| 6           | 25          |
| 7           | 20          |
| 8           | 15          |
| 9           | 10          |
| 10          | 5           |
| über 10     | 0           |

Eine Landung außerhalb der Rahmenzeit führt immer zu 0 Landepunkten.

### Absolute Punktzahl
Die Absolute Punktzahl eines Teilnehmers ergibt sich aus der Summe:
Flugzeit + Landepunkte - Höhenabzug

### Gruppenwertung
Die Teilnehmer eines Wettbewerbs werden in zufällig zusammengesetzte Gruppen aufgeteilt. Innerhalb einer Gruppe herrschen daher für alle Teilnehmer die gleichen Wetterbedingungen.
Sieger innerhalb der Gruppe ist der Pilot mit der höchsten absoluten Punktzahl. Er bekommt eine normierte Punktzahl von 1000 Punkten. Alle anderen Teilnehmer derselben Gruppe erhalten ebenfalls normierte Punktzahlen, die sich an der absoluten Punktezahl des Gruppensiegers orientieren. Beispiel: Ein Teilnehmer, der halb so viele absolute Punkte hat wie der Gruppensieger, erhält normiert 500 Punkte.
Eine Runde ist beendet, wenn alle Gruppen nacheinander ihre Flüge absolviert haben. In der nächsten Runde werden die Gruppen wieder neu zusammengesetzt, sodass nicht immer dieselben Piloten gegeneinander antreten.
Die Rangfolge der Teilnehmer am Ende der Qualifikationsrunden ergibt sich aus der Summe ihrer normierten Punktzahlen aller Durchgänge. Werden mehr als 4 Durchgänge geflogen, so wird der schlechteste Durchgang jedes Teilnehmers gestrichen.

### Fly-Off
Es ist üblich, dass die besten Piloten aus den Qualifikationsrunden in einem Fly-Off noch einmal direkt, also innerhalb einer Gruppe, gegeneinander antreten. Die Ergebnisse aus den Qualifikationsrunden haben für das Fly-Off keine Bedeutung und nur die Rangfolge im Fly-Off ist entscheidend für die abschließende Rangfolge im gesamten Wettbewerb. Abgesehen von der Rahmenzeit - sie beträgt im Fly-Off 15 Minuten - bleiben die Regeln gleich. Üblich sind 3 Fly-Off-Runden.

## Eingesetzte Technik

### Modelle

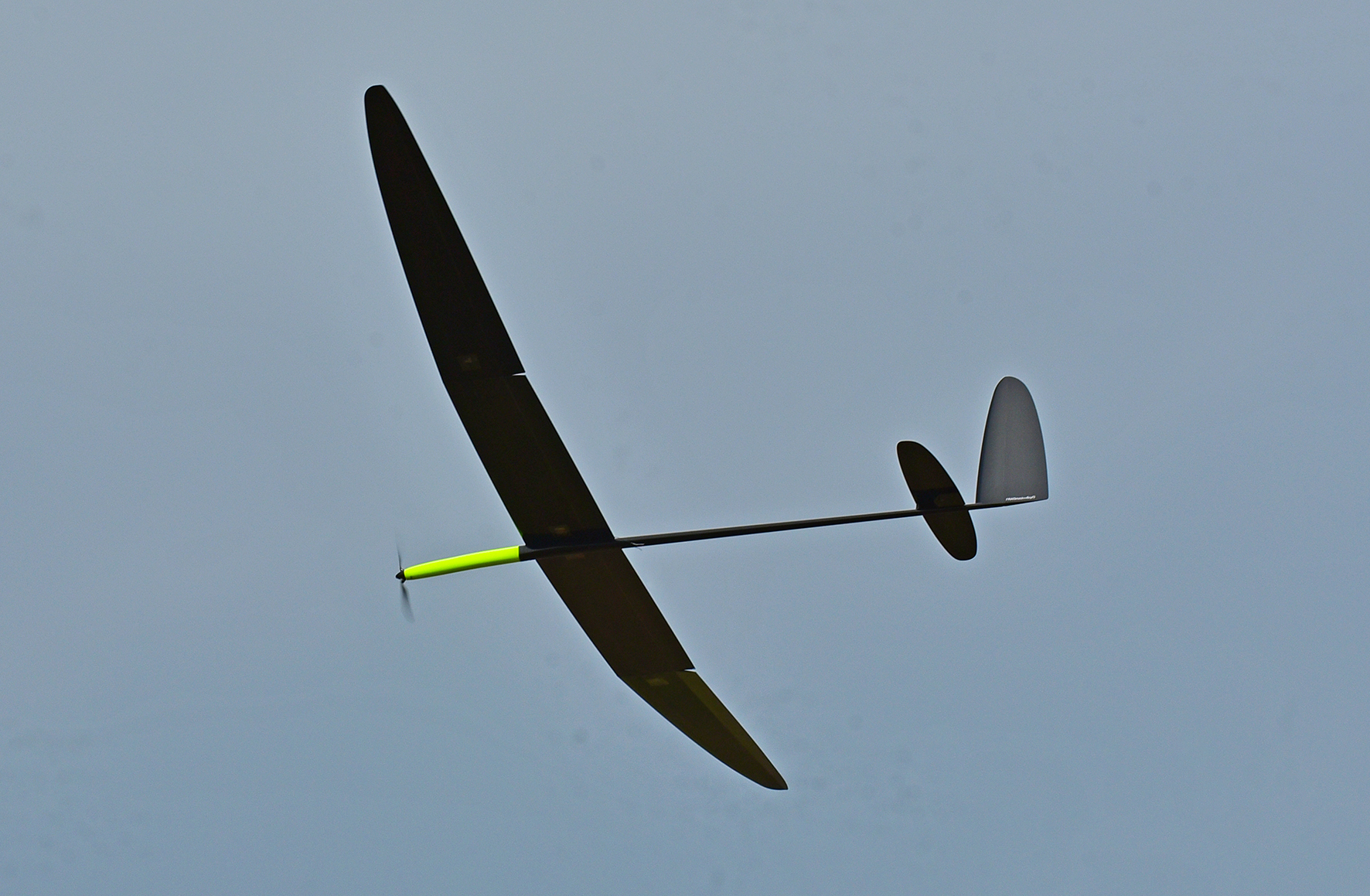
Typisches F5J-Modell

Die Spannweiten der eingesetzten Flugmodelle liegen überwiegend im Bereich zwischen 3,5 m und 4 m bei einer Rumpflänge zwischen 1,7 m und 1,8 m.
In der Anfangszeit wurden häufig Modelle der reinen Segelflugklasse F3J zu Modellen der Klasse F5J umgebaut, indem ein elektrischer Antrieb hinzugefügt wurde. Die Belastung der Tragflächen bei dem in der Klasse F3J durchgeführten Hochstart am Seil ist sehr viel größer als die bei F5J-Wettbewerben auftretenden Belastungen. Für die neue Aufgabe waren die ersten Modelle daher bei schwachem Wind überdimensioniert und mit einem Fluggewicht von ca. 1800 g unnötig schwer. Die Hersteller reagierten schnell auf die geänderten Anforderungen und brachten spezielle F5J-Modelle auf den Markt, deren Fluggewicht teilweise bis auf ca. 1000 g reduziert werden konnte. Damit waren auch unter schwachen thermischen Bedingungen bisher unerreichte Leistungen möglich.

### AMRT
Die Liste der aktuell von der FAI zugelassenen AMRTs umfasst 22 Geräte von 11 Anbietern (Stand: Februar 2025). Es ist zu beachten, dass die Zulassung nur für eine definierte Kombination aus Hardware und Firmware gültig ist. Wird eine andere Firmware verwendet, so gilt das AMRT als nicht mehr FAI-konform.

### Motoren
In der Anfangszeit wurden überwiegend Brushless-Motoren mit einer Getriebeuntersetzung und großen Propellern eingesetzt, um einen möglichst hohen Wirkungsgrad zu erreichen. Aufgrund der geringen Rumpfdurchmesser war das Drehmoment der kleinen Motoren relativ begrenzt. Mit der technischen Weiterentwicklung der Elektromotoren verbreiteten sich auch Direktantriebe mit kleiner Luftschraube stärker, weil die zur Verfügung stehende Leistung ausreichte.

### Antriebsakkus
Lithium-Polymer-Akkus mit 3 oder 4 Zellen in Reihe beherrschen die Wettbewerbsszene. Sie haben eine hohe Leistungsdichte bei geringem Gewicht und einen niedrigen Innenwiderstand, was hohe Ströme von bis zu 60 A und sogar darüber erlaubt.

### Regler
Ein elektronischer Regler (ESC: electronic speed controller), der sich zwischen dem Antriebsakku und dem Motor befindet, steuert die Drehzahl des Motors. Der ESC ist über den AMRT mit dem Empfänger verbunden. Um einen zweiten Akku für die Versorgung der Empfangsanlage einzusparen, werden der Empfänger und die Servos üblicherweise ebenfalls aus dem Antriebsakku versorgt. Diese Aufgabe übernimmt ein spezieller Schaltkreis (BEC: battery eliminator circuit) auf dem Regler.

## Wettbewerbe
Es finden abwechselnd alle zwei Jahre offizielle Weltmeisterschaften und Europameisterschaften in der Modellflugklasse F5J statt. Daneben gibt es zahlreiche Wettbewerbe auf nationaler Ebene.
Auf europäischer Ebene werden offene nationale Wettbewerbe zu der Contest-Eurotour F5J zusammengefasst. Die drei besten Wettbewerbsergebnisse jedes Teilnehmers gehen am Ende des Jahres in die Wertung für die abschließende Rangfolge ein.

### Online-Ergebnisse
Viele Wettbewerbe und Meisterschaften bedienen sich für die Durchführung und Auswertung der Wettbewerbe eines auf der Internetseite GliderScore zur Verfügung gestellten Tools. Für viele an F5J Interessierte bietet sich dadurch die Möglichkeit, Wettbewerbe auf der ganzen Welt live zu verfolgen, selbst Weltmeisterschaften. Es werden die Bewertungen aller Teilnehmer in allen Gruppen und Durchgängen in Echtzeit und mit allen Details wiedergegeben.

## Kurioses

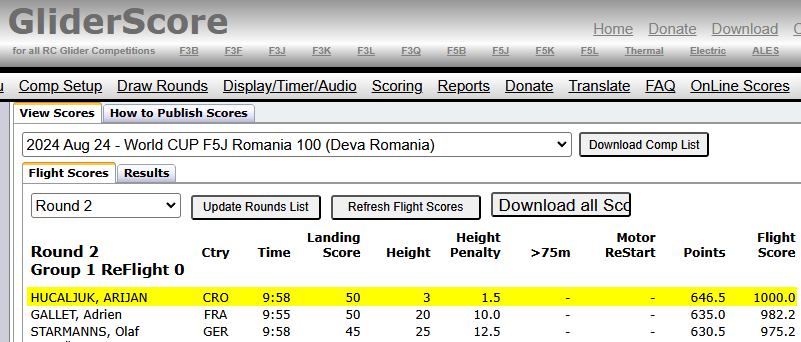
Arijan Hucaljuk schaltet den Motor in 3 m Höhe ab und fliegt die Zeit voll durch.

Beim World Cup F5J Romania 100 in Deva/Rumänien reichte Arijan Hucaljuk (Kroatien) eine Starthöhe von nur 3 m, um den Flug mit einer Zeit von 9:58 min zu beenden. Es war die 1. Gruppe im 2. Durchgang, dokumentiert auf Gliderscore.com unter dem Datum des 24. August 2024.